# ダライアスバースト
『ダライアスバースト』（DARIUSBURST）は、2009年12月24日にタイトーから発売されたPlayStation Portable用横スクロールシューティングゲーム。
2010年12月17日には、この作品を発展させたアーケードゲーム『ダライアスバースト アナザークロニクル』が稼働開始された。
2012年2月10日には本作のリニューアル版であるiOS用アプリ『ダライアスバースト セカンドプロローグ』が配信開始された（以降の他媒体における配信の事例については上記の節を参照）。

## 概要
シリーズとしては1997年に発売した『Gダライアス』から12年ぶりの完全新作で、分岐し枝分かれしていくステージ構成やパワーアップシステムなどは過去作品の流れを汲むものとなっている。
メカニックデザインに海老川兼武、柳瀬敬之。キャラクターデザインに島田フミカネ。そしてSF設定にスタジオオルフェの千葉智宏、黒田洋介を迎えた意欲作である。
なお、本作の限定版には購入特典として、『DARIUS ODYSSEY 公式設定資料集』（青柳昌行・猿渡雅史編著、エンターブレイン刊）というシリーズの公式資料集が付属している。

## 背景
ダライアスシリーズ全体のストーリーボードにおける時系列的な位置づけとしては、『ダライアスII』の後である、ダライアス暦1904年。

### ストーリー
ベルサー軍との千年余りに渡る戦いの末、惑星ヴァディスから帰還し奪還作戦を成し遂げた人類の手によって、荒廃していた惑星ダライアスは再び文明の息吹を蘇らせる。
ダライアス歴1904年。復興を遂げたダライアス星のもとに、異星知性体が製造したと思われる残骸が漂流しているのを発見。「ベルサー」の機体に似た残骸を解析した結果、再びベルサー軍の侵攻が迫っているという事実、そして搭乗していた捕虜が設計したと思われる新たな武器「バースト機関」の設計図を把握する。
解析から得られた様々な情報を受けダライアス星の人々は、バースト機関を組み込んだ新型戦闘機「シルバーホークバースト」の開発などで再び戦いに備えていたダライアス軍だったが、その緒戦は思わぬ展開を迎えた。これまでのベルサーとは別勢力を思わせる戦略を仕掛けられ、復興によって築かれた情報中枢の亜空間ネットワークをベルサー軍のコンピューターウイルスによって制圧され、その戦力の殆どがあまりにあっけなく無力化され、壊滅してしまった。だが「バースト機関」のデータを保持していたティアット宇宙軍基地だけは、そのデータ自体のプロテクトによって唯一ウイルスの被害を免れた。
希望の光を携えたシルバーホークバーストの二機が、孤立無援の中、敵母星へ向けて出撃する。新たなる予感を残して・・・。

### 用語
Ti2（ティーアイツー）
声 - 嶋澤奈津子（『アルカノイドvsスペースインベーダー』）、 佐倉綾音（『アリス・ギア・アイギス』）
レジェンドシルバーホークバーストに搭乗する人型AI端末。
その名は伝説の女性パイロット・ティアットに由来する。少女の姿を模しているのは、人間に同胞意識を持たせることと、機体操縦データを人間が用いる機種へフィードバックするため。
オーバークロックモード（性能を上限以上に引き出そうとした状態）になると、性能強化に伴う発熱に対応するため、ショートだった髪が伸び、頭部のカチューシャが展開して猫耳状の突起が現れるなど、外見に変化が現れる。
体内に肉体修復を行うためのフレッシュファクトリーが内蔵されており、これを用いてリーガの負傷した片目を再生したことがある。
Riga Pratica（リーガ・プラティカ）
ネクストシルバーホークバーストに搭乗するパイロット。人間の男性。
「リーガ・プラティカ」は本名ではなく、軍内部において「ストライプを持つ研修レベル兵」を意味するコードネーム。
ナノマシン投与や、過去のテスト戦闘中に一度失った片目の（Ti2による）再生など、一部サイボーグ化しているが、パイロットの機械化には反対の立場でTi2も嫌悪しており、彼女に再生された片目にもコンプレックスを抱いている。
ナノマシンは亜空間ネットワークと接続されていたが、そのリンクが不安定だったことにより難を逃れた。
バースト機関
ベルサー軍の捕虜となっていた人類が開発した兵器。かつてアムネリア星によって開発された、A.N.機関の技術を一部復元したようなものになっている。
捕虜たちは設計データやベルサー本星の在り処を示した次元マップなどを携え、ダライアス星系に向けて脱走したが、到達寸前にベルサ―の追撃を受けて命を落とした。

## ゲーム内容
各ステージで敵を倒しながら進み、パワーアップアイテムを取得して自機を強化しつつ、最後に待ち構える水棲生物モチーフのボスを倒し進んでいく構成は従来と変わりない。本作のアーケードモード・バーストモードに用意されたステージ総数は11ゾーン。
基本的に操作に使うのは方向キーまたはアナログパッドと2ボタン(ショットとボムの発射、バーストの発射)のみだが、バーストモードでは、さらに武器切り替え用の2ボタンが追加される。
バーストビーム
本作の根幹をなす、自機と敵ボスの全てが使用する兵器。
発動するとバーストユニットが自機の近くに出現し、ほとんどの敵弾を打ち消す強力なビームを発射し続ける。
ただし地形を貫通することはできず、発射中は画面左下のバーストゲージを消費していく。バーストゲージはショットで敵を攻撃・破壊することで少しずつ回復する。またバーストビームを敵攻撃に接触させることでも回復させることが出来る。
シルバーホークのバーストは、操作方法により通常発射と設置発射の二つの形態を使い分けることが出来る。
- バーストボタンを長押しすると自機前方に追従して正面に発射。高威力だがバーストゲージの消費ペースが速く、発射までには僅かなチャージ時間を要する。しかしこれを敵のバースト攻撃に触れる直前に使用すると、バーストゲージの消費ペースが軽減される上敵のバーストビームを吸収し、かつ敵撃破得点が4倍に上昇する「バーストカウンター」を発動できる。
- バーストボタンを素早く二回押すと発動位置にバーストユニットを固定設置し、次にバーストボタンを押すまでビームを放出し続ける。バーストの設置発射時は、自機の攻撃を撃ち止めた状態で移動することでビームの攻撃角度を操作でき、敵を薙ぎ払ったり敵の攻撃を消す盾としても使用できる。レジェンドは自機の上下移動と反対方向に、ネクストは正方向に攻撃角度を変更できる。

スコア倍率
敵の破壊時などに入る得点に常にかかる倍率。画面右上に表示されている。
敵を短時間で多数撃破することで、最大16倍にまで上昇する。一方、敵や敵弾によってアームが消耗すると１ずつ減少し、ミスすると1倍に戻る。

### 登場機体
レジェンドシルバーホークバースト
最初に使用可能な機体。伝説に語られる戦闘機を模して設計されているが、その性能再現のため、パイロットが非人間に限定されている。
- 『ダライアス』『Gダライアス』の様式を踏襲したショット・投下型ボムで攻撃する。
- 設置バーストは設置点から自機の反対方向へと回転する。

ネクストシルバーホークバースト
アーケードモードを一度クリアすると使用可能となる。人間の搭乗を前提において設計された新型機種である。
- 設置バーストの挙動が異なり、自機の方向を狙うように動く。
- ボムが自機の後方から発射される自動追尾ミサイルになっている。威力はレジェンドのボムより少し低め。
- ショットの縦範囲が狭くなっている。

オリジンシルバーホーク
バーストモードを一度クリアすると使用可能となる。
- 基本性能はレジェンド機に準ずる。ただし、バーストが使用できない代わりにショットの攻撃力が上昇している。
- ショット・ボム音などのSEが『ダライアス』に準拠している。

### パワーアップとアイテム
アイテムの形状は『ダライアス』『Gダライアス』と同じく球体である。各武装は指定の色のアイテムを取ることで1段階パワーアップでき、6つ取るとレベルアップし性能が変化する。
|          | アイテム   | レベル1     | レベル2   | レベル3    |
| -------- | ---------- | ----------- | --------- | ---------- |
| ショット | RED-ITEM   | MISSILE     | LASER     | WAVE       |
| ボム     | GREEN-ITEM | SINGLE BOMB | TWIN BOMB | MULTI BOMB |
| アーム   | BLUE-ITEM  | NORMAL ARM  | SUPER ARM | HYPER ARM  |

RED-ITEM ショット
レベルアップによって大きく性質を変化させるのは従来どおりだが、本作からはミサイルとレーザーがそれぞれ特定の敵弾を破壊できる、いわゆる属性の概念が実装された。
これによりアーケードモードにおいては、『ダライアス外伝』のようにあえてアイテムを逃し、理想のショット状態を維持する戦略性が明確に定められており、バーストモードにおいてはこの3兵装を任意に切り替えて使用することが出来る。
レーザーは敵を貫通する分連射が効きづらいという点も同じだが、今作のウェーブは敵を貫通しなくなり、地形のみ透過するようになった。また、『外伝』の一部ボスに見られたような、ウェーブの攻撃が一切通用しない敵が登場することがある。
GREEN-ITEM ボム
パワーアップによって威力が若干増加し、レベルアップによって同時発射数が上昇する。
レジェンド・オリジンシルバーホークは従来シリーズに準拠した対地投下弾で、左右移動によって軌道を調節できるのも従来の仕様通り。
ネクストシルバーホークでは装備の性能が大きく異なり、前方の敵を追尾する弾になっている。
BLUE-ITEM アーム
性能は『ダライアス』に準じる。スーパーアームは敵への衝突で即ミスしないようになり、ハイパーアームは加えて地形への衝突も即ミスにはならない。
『ダライアス』『ダライアス外伝』『Gダライアス』に設けられていた耐久回数の上限が撤廃。アーム装備中に更にアイテムを取った場合は、レベルに応じて1〜3回追加される。
ゾーンクリア毎に、残ったアームの耐久数に比例してスコアボーナスが入るようになった。
GOLD-ITEM
取った瞬間、画面中の敵に一定のダメージを与える。地形に隠れており、ある程度ダメージを与えると出現する。
SILVER-ITEM
ランダムでボーナススコアが入る。地形に隠れており、ある程度ダメージを与えると出現する。
1UP-ITEM
残機がひとつ増える。地形に隠れており、ある程度ダメージを与えると出現する。『アナザークロニクル』『クロニクルセイバーズ』には登場しない。
最終ゾーンクリア時に、残機に比例してスコアボーナスが入る。

### ゲームモード
アーケードモード
最初に選択可能なゲームモード。全5面を通してプレイする。
2面クリア時からゾーン分岐が発生し、最終的に4つのマルチエンドに到達することとなる。
OPTIONで設定した難易度によって敵配置やミス時のペナルティなどが変化する。コンティニューに制限はない。
バーストモード
条件を満たすことで選択可能なゲームモード。アーケードモードとの相違点は以下の通り。
- 対空、対地、アーム、全ての武装が最強状態で開始する。
- バースト未使用時には、バーストゲージが自動的に溜まっていく。
- ミサイル、レーザー、ウェーブを任意に切り替えることができる。
- パワーアップアイテムは一切登場せず、全て銀色のアイテムとなっている。
- 難易度はHARD固定だが、敵配置はアーケードモードのHARDとも異なる。
- 機体ストックは1機のみで、コンティニューは不可能。

ミッションモード
条件を満たすことで選択可能なゲームモード。
特定の機体、武装と特定のステージ、ボスの組み合わせで構成された、ミッションをクリアしていく。
難易度は各ミッションの独自設定で固定。敵配置がアーケードモードと異なるステージや、ミッションモード独自のステージも存在する。
機体ストックは1機のみで、コンティニューは不可能。
各レベルのミッションを4つクリアすると新たなレベルが選択できるようになり、レベル内の全ミッションをクリアすると、設定資料、イラスト、ポリゴンモデルなどが閲覧できるようになる。

### 演出・音楽
BGMはタイトーのサウンドチームZUNTATAの当時のメンバーである土屋昇平、小塩広和らと、ZUNTATA旧メンバーであり過去業務用4作品を担当した"OGR"こと小倉久佳（『Hello 31337』1曲のみ）が担当する。半数のステージにおいてオリエンタルなイメージのメロディもしくはアレンジの楽曲が複数用いられていることが今作の特徴である。
またミッションモードの一部では、シリーズBGMのフレーズ・効果音を用いたメドレーアレンジ「I LED NU-RED-GAS」や、『サイバリオン』の「Boss 5」、初代『ダライアス』の曲等、通常のモードで聞けない曲も流れる。

### ステージ構成
『Gダライアス』と同じく全5面。ゾーン表記は『ダライアス外伝』以前のアルファベットに戻った。ボスの詳細はベルサーを参照。
| 面数 | ゾーン名             | BGM                               | ボスBGM                            | ボス                                                          | ボスモチーフ                                                  |
| ---- | -------------------- | --------------------------------- | ---------------------------------- | ------------------------------------------------------------- | ------------------------------------------------------------- |
| 1    | A 惑星ダライアス海底 | Good-bye my earth （土屋昇平）    | Hinder One （土屋昇平）            | IRON FOSSIL （アイアンフォスル） （鉄の化石）                 | シーラカンス                                                  |
| 2    | B 惑星ダライアス上空 | Cylinder （土屋昇平）             | Hinder Two （小塩広和）            | MUD WHEEL （マッドホイール） （泥まみれし輪）                 | オウムガイ                                                    |
| 3    | C 敵前線基地         | Iron Corridor （土屋昇平）        | Hinder Three （土屋昇平）          | LIGHTNING FLAMBERGE （ライトニングフランベルジュ） （光の剣） | ノコギリエイ                                                  |
| 3    | D アステロイドベルト | Iron Corridor （土屋昇平）        | Hinder Three （土屋昇平）          | LIGHTNING FLAMBERGE （ライトニングフランベルジュ） （光の剣） | ノコギリエイ                                                  |
| 4    | E ワープゲートA      | Abyssal Holic （小塩広和）        | Hinder Four （土屋昇平）           | MIRAGE CASTLE （ミラージュキャッスル） （幻影の城）           | ハリセンボン                                                  |
| 4    | F 宇宙墓場           | Abyssal Holic （小塩広和）        | Hinder Four （土屋昇平）           | MIRAGE CASTLE （ミラージュキャッスル） （幻影の城）           | ハリセンボン                                                  |
| 4    | G ワープゲートB      | Abyssal Holic （小塩広和）        | Hinder Four （土屋昇平）           | MIRAGE CASTLE （ミラージュキャッスル） （幻影の城）           | ハリセンボン                                                  |
| 5    | H 敵母星海底基地     | The world of spirit （土屋昇平）  | The world of spirit （土屋昇平）   | HUNGRY GLUTTONS （ハングリーグラトンズ） （うえしものたち）   | ピラニア                                                      |
| 5    | I 敵母星資源小惑星   | The world of spirit （土屋昇平）  | The world of spirit （土屋昇平）   | THOUSAND KNIVES （サウザンドナイブズ） （千の刃）             | ミノカサゴ                                                    |
| 5    | J 敵母星大気層       | Syvalion arrange ONE （土屋昇平） | Syvalion arrange MMIX （小塩広和） | DARK HELIOS （ダークヘリオス） （暗黒の太陽神）               | 第1形態：リュウグウノツカイ 第2形態：ドラゴン（サイバリオン） |
| 5    | K 敵母星最終防衛要塞 | Shady （土屋昇平）                | Hello 31337 （小倉久佳）           | GREAT THING （グレートシング） （巨大なるもの）               | マッコウクジラ                                                |

### 中ボス
近作の中ボスは、ひとつのゾーンに複数体が登場することが珍しくない。
| 中ボス                   | 中ボスモチーフ     |
| ------------------------ | ------------------ |
| アンノイイングコロナタス | タツノオトシゴ     |
| インペイリングコロナタス | タツノオトシゴ     |
| ヘビーリーコロナタス     | タツノオトシゴ     |
| ヘルメテッドコロナタス   | タツノオトシゴ     |
| アクアリウムフィッシュ   | リュウキン         |
| デビリッシュフィッシュ   | リュウキン         |
| ヘビーマフラー           | エラブウミヘビ     |
| レッドランタン           | チョウチンアンコウ |

## ダライアスバースト セカンドプロローグ
『ダライアスバースト セカンドプロローグ』（英表記：DARIUSBURST SECOND PROLOGUE）は、2012年2月10日にタイトーから発売されたiOS用アプリ。対応機種はiPhone 4以降、iPod touch 第4世代以降、iPad、iPad 2。
2012年5月1日にはAndroid版が一部のauスマートフォン用アプリケーションとしてリリースされた（このほか、auスマートパス会員向けAndroid搭載スマートフォン、およびウォークマン F800シリーズ専用アプリとしても配信された）。au配信版は2014年9月30日に配信終了。
2015年10月26日には特に会社や機種を限定しない通常のAndroid用アプリとして、Google Play、Amazon Androidアプリストアで配信を開始した（対応機種はAndroid 4.0.3以降搭載の機種。すべての搭載機種での動作を保証するものではない）。
SPモード
アーケード版の一部の敵キャラ・亜種ボスの追加および、地形・敵配置の変更によってバランスが再調整されたリニューアルモード。
一部ゾーンのBGMが新規書きおろし曲に置き換えられており、またエンディングもある程度変更されている。
オリジナルモード
PSP版のステージ配置とエンディングを移植したモード。ゾーン文字にはP〜Zがあてられている。
ただし使用する自機の性能は他モードと共通であり、またあるステージのボス戦にはアーケード版から逆輸入されている曲が追加されている。
ミッションモード
PSP版と同様の個々のミッションをクリアしていくモード。レベルごとに4項目あり、半分の2項目をクリアすれば次のレベルに進める。
一つのミッションに使用されうるステージにはSPモード用ゾーン・オリジナルモード用ゾーン・ミッション限定ゾーン・ボス戦の4種がある。
このモードでも、オプションでの難易度設定の影響を受ける。
ビューモード
ローカルスコアランキングや一度見たエンディングシーン、および倒したボス敵・使用可能な機体のCGとミッションモードで入手できるイラストの鑑賞モード。

### 登場機体（セカンドプロローグ）
アサルト シルバーホークバースト
初期から使用可能。
追尾炸裂型ボムと、円範囲を攻撃するスパークバーストを持つ機体。
この機体に限り、アームがなく・バーストゲージが十分にあり、スパークバーストが起動していない時に被弾すると、自動でバーストが発動してダメージを無効化出来る機能が存在する。
なお、設定上は『アナザークロニクル』に登場したアサルト機のプロトタイプで、デチューンによって量産にこぎつけたことが示唆されている。
レジェンド シルバーホークバースト タイプ・ゼロ
初期から使用可能。
PSP版・アーケード版のレジェンドと同様の投下型ボムを持つが、バーストは前方固定の通常バーストのみとなっている。
アーケード版のように、通常バーストで敵を倒した場合でも得点が倍増する。
なお、設定上はPSP版に登場したプロトタイプであるTi2機の本格量産に入る前に制作された試作機。
ネクスト シルバーホークバースト タイプ・ゼロ
SPモードあるいはオリジナルモードを1度でもクリアすると使用可能となる。
PSP版・アーケード版のネクストと同様の追尾型ボムと、角度を操作できる設置バーストを持つ。
通常バーストは発動できないが、設置バーストによるバーストカウンターが可能であり、さらに通常の設置バーストでも得点が倍増する。
なお、設定上はPSP版に登場したプロトタイプであるリーガ・プラティカ機の本格量産に入る前に制作された試作機。
オリジン シルバーホーク
ミッションモードでレベル3のどれか2つのミッションをクリアーし、4を出現させると使用可能となる。
アーケード版のオリジンにほぼ準拠する性能で投下型ボムを持ち、ウェーブが敵を貫通するようになっている機体。
バーストが使えない代わりに、ショット・ボムの攻撃力とスコア倍率が大幅に向上している。
- 各機体のグラフィック